# Денні Бойл
Деніел «Денні» Бойл (англ. Daniel "Danny" Boyle; *20 жовтня 1956, Манчестер, Велика Британія) — британський кінорежисер і продюсер, який здобув всесвітню популярність після виходу його фільму «На голці». Відомий своєю співпрацею з британськими акторами Еваном Макгрегором («На голці», «Неглибока могила», «Життя гірше звичайного») і Робертом Карлайлом («На голці», «Пляж», «28 тижнів опісля»), постановкою церемонії відкриття Олімпіади у Лондоні.

## Біографія
Денні Бойл народився 20 жовтня 1956 року в Манчестері в родині ревних католиків. Підлітком відвідував церковну школу і його сім'я вважала, що Денні стане священиком. Але у віці 13 років, дослухавшись поради священика, вирішив не вступати до семінарії. Закінчив Бангорський університет в Уельсі.
Кар'єру почав з роботи в театрі. З 1982 по 1985 рік працював артдиректором Королівського придворного театру, і ще протягом двох наступних років — заступником директора.
У 1980-х Бойл продовжив кар'єру на телебаченні. Він виступив режисером двох епізодів успішного британського серіалу «Інспектор Морс» за романами Коліна Декстера.
Режисерським дебютом став трилер «Неглибока могила». Фільм отримав позитивні оцінки критиків і мав комерційний успіх. Гучний успіх очікував наступний фільм Бойла — «На голці». Після не дуже успішного фільму «Життя гірше звичайного» Бойлу було довірено зняти фільм «Пляж» з Леонардо Ді Капріо у головній ролі. Незважаючи на великі очікування, фільм з 50-мільйонним бюджетом був зустрінутий досить холодно і зібрав порівняно скромну виручку.
Наступним фільмом Бойла став малобюджетна «страшилка» «28 днів опісля», який вельми успішно йшов у прокаті. За ним пішла кримінальна комедія «Мільйони» і фантастичний фільм «Пекло» з Кілліаном Мерфі і Роуз Бірн. Крім того, Бойл брав активну участь у роботі над продовженням фільму «28 днів по тому», який отримав назву «28 тижнів потому». Бойл виступив як виконавчий продюсер, а режисером став іспанець Хуан Карлос Фреснадільо.
Всесвітню славу Бойлу приніс його наступний фільм — «Мільйонер із нетрів», який отримав 8 премій «Оскар», в тому числі за найкращий фільм 2008 року та найкращу режисуру.
Наприкінці 2010 року на екрани вийшов наступний фільм Бойла — «127 годин», заснований на реальних подіях з американським альпіністом (у головній ролі — Джеймс Франко).
У 2012 році був режисером-постановником церемонії відкриття літніх Олімпійських ігор у Лондоні.

## Фільмографія
| Рік  | Українська назва                | Оригінальна назва               | Режисер | Продюсер   | Примітка                 |
| ---- | ------------------------------- | ------------------------------- | ------- | ---------- | ------------------------ |
| 1994 | Неглибока могила                | Shallow Grave                   | Так     | Ні         |                          |
| 1996 | На голці                        | Trainspotting                   | Так     | Ні         |                          |
| 1997 | Життя гірше звичайного          | A Life Less Ordinary            | Так     | Ні         |                          |
| 2000 | Пляж                            | The Beach                       | Так     | Ні         |                          |
| 2002 | 28 днів потому                  | 28 Days Later                   | Так     | Ні         |                          |
| 2004 | Мільйони                        | Millions                        | Так     | Ні         |                          |
| 2007 | Пекло                           | Sunshine                        | Так     | Ні         |                          |
| 2007 | 28 тижнів потому                | 28 Weeks Later                  | Ні      | Виконавчий |                          |
| 2008 | Мільйонер із нетрів             | Slumdog Millionaire             | Так     | Ні         |                          |
| 2008 | Інопланетний любовний трикутник | Alien Love Triangle             | Так     | Ні         | Короткометражний         |
| 2010 | 127 годин                       | 127 Hours                       | Так     | Так        | Також співавтор сценарію |
| 2013 | Транс                           | Trance                          | Так     | Так        |                          |
| 2015 | Стів Джобс                      | Steve Jobs                      | Так     | Так        |                          |
| 2017 | На голці 2                      | Т2 Trainspotting                | Так     | Так        |                          |
| 2017 | Битва статей                    | Battle of the Sexes             | Ні      | Так        |                          |
| 2019 | Вчора                           | Yesterday                       | Так     | Так        |                          |
| 2025 | 28 років по тому                | 28 Years Later                  | Так     | Так        | Також співавтор сценарію |
| 2026 | 28 років потому 2               | 28 Years Later: The Bone Temple | Ні      | Так        |                          |

## Нагороди та номінації

### Нагороди
- 1994 Премія «Срібна мушля Міжнародного кінофестивалю в Сан-Себастьяні за найкращу режисуру — за фільм» Неглибока могила "
- 1995 Нагорода Олександра Корда Британської Академії кіно і телебачення — за фільм «Неглибока могила»
- 1996 Премія «Золота голка» Міжнародного кінофестивалю в Сіетлі за найкращу режисуру — за фільм «На голці»
- 1997 Шотландська премія Британської Академії кіно і телебачення — за фільм «На голці»
- 2008 Американська премія «Золотий глобус» за найкращу режисуру — фільм «Мільйонер із нетрів»
- 2009 Премія «Британської Академії кіно і телебачення» найкращий фільм «Мільйонер із нетрів»
- 2009 «Оскар» за найкращий фільм 2008 року — «Мільйонер із нетрів»

### Номінації
- 1996 Нагорода Олександра Корда Британської Академії кіно і телебачення — за фільм «На голці»
- 1996 Премія «Імперія» за найкращу режисуру — за фільм «Неглибока могила»
- 1997 Премія «Імперія» за найкращу режисуру — за фільм «На голці»
- 2000 Премія Берлінського кінофестивалю — за фільм «Пляж»